# مانون هويت
مانون هويت (بالفرنسية: Manon Houette)‏ مواليد 2 يوليو 1992 في لو مان، هي لاعبة كرة يد فرنسية تلعب كجناح أيسر. مثلت منتخب فرنسا لكرة اليد للسيدات. شاركت في دورة الألعاب الأولمبية الصيفية سنة 2016.

## سجل المنافسة
شاركت في البطولات التالية:
- الألعاب الأولمبية الصيفية 2016
- بطولة العالم لكرة اليد للسيدات 2015
- بطولة أوروبا لكرة اليد للسيدات 2016

## الميداليات
| الميدالية | المسابقة                            |
| --------- | ----------------------------------- |
| فضية      | الألعاب الأولمبية الصيفية 2016      |
| برونزية   | بطولة أوروبا لكرة اليد للسيدات 2016 |

## روابط خارجية
- مانون هويت على موقع الاتحاد الأوروبي لكرة اليد (الإنجليزية)
- مانون هويت على موقع أوليمبيديا (الإنجليزية)
- مانون هويت على موقع اللجنة الأولمبية الفرنسية (مؤرشف) (الفرنسية)